# Okabe Motonobu
Okabe Motonobu (岡部 元信 (Cương Bộ Nguyên Tín) Okabe Motonobu, ? - 25 tháng 4, 1581) còn được biết với cái tên Gorobei, là một samurai trong thời kỳ Sengoku của Nhật Bản. Ông là con trai thứ hai của Okabe Chikatsuna và là em trai của Okabe Masatsuna. Lúc đầu, ông phục vụ cho Imagawa Ujizane nhưng sau cái chết của Imagawa Yoshimoto ở trận chiến Okehazama, ông đã chuyển sang phục vụ cho nhà Takeda và được trấn giữ thành Takatenjin ở tỉnh Totomi. Motonobu mất vào năm 1581 khi bị đội quân của Tokugawa do Honda Tadakatsu lãnh đạo tấn công thành Takatenjin.